# Brina Božič
Brina Božič, slovenska lokostrelka, *22. maj 1992.
V disciplini ukrivljeni lok je nastopila na svetovnem prvenstvu 2015 v Copenhagnu.